# Djangha
Le Djangha (géorgien : ჯანღა), ou Djanghi-Taou, est un sommet situé dans la partie centrale de la chaîne du Grand Caucase. Il est situé à la frontière entre la Géorgie (région de Svanétie) et la Russie (République autonome de Kabardino-Balkarie). La montagne s'élève à 5 058 mètres d'altitude. Les flancs de la montagne sont très englacés.